# Anastasiya Fésikova
Anastasiya Valérievna Fésikova (en ruso: Анастасия Валерьевна Фесикова; nacida Anastasiya Valérievna Zúyeva, Voskresensk, URSS, 8 de mayo de 1990) es una deportista rusa que compitió en natación, especialista en el estilo espalda. Está casada con el nadador Serguéi Fésikov.
Participó en cuatro Juegos Olímpicos de Verano, obteniendo una medalla de plata en Londres 2012, en la prueba de 200 m espalda, el cuarto lugar en Pekín 2008 (200 m espalda), el sexto en Río de Janeiro 2016 (4 × 100 m estilos) y el séptimo en Tokio 2020 (4 × 100 m estilos).
Ganó cinco medallas en el Campeonato Mundial de Natación, entre los años 2009 y 2017, siete medallas en el Campeonato Europeo de Natación, en los años 2008 y 2018, y tres medallas en el Campeonato Europeo de Natación en Piscina Corta de 2011.

## Palmarés internacional
| Juegos Olímpicos                    | Juegos Olímpicos         | Juegos Olímpicos | Juegos Olímpicos  |
| Año                                 | Lugar                    | Medalla          | Prueba            |
| ----------------------------------- | ------------------------ | ---------------- | ----------------- |
| 2012                                | Londres (Reino Unido)    | Medalla de plata | 200 m espalda     |
| Campeonato Mundial                  |                          |                  |                   |
| Año                                 | Lugar                    | Medalla          | Prueba            |
| 2009                                | Roma (Italia)            | Medalla de plata | 100 m espalda     |
| 2009                                | Roma (Italia)            | Medalla de plata | 200 m espalda     |
| 2011                                | Shanghái (China)         | Medalla de oro   | 50 m espalda      |
| 2011                                | Shanghái (China)         | Medalla de plata | 100 m espalda     |
| 2017                                | Budapest (Hungría)       | Medalla de plata | 4 × 100 m estilos |
| Campeonato Europeo                  |                          |                  |                   |
| Año                                 | Lugar                    | Medalla          | Prueba            |
| 2008                                | Eindhoven (Países Bajos) | Medalla de oro   | 50 m espalda      |
| 2008                                | Eindhoven (Países Bajos) | Medalla de oro   | 100 m espalda     |
| 2008                                | Eindhoven (Países Bajos) | Medalla de plata | 200 m espalda     |
| 2008                                | Eindhoven (Países Bajos) | Medalla de plata | 4 × 100 m estilos |
| 2018                                | Glasgow (Reino Unido)    | Medalla de oro   | 100 m espalda     |
| 2018                                | Glasgow (Reino Unido)    | Medalla de oro   | 4 × 100 m estilos |
| 2018                                | Glasgow (Reino Unido)    | Medalla de plata | 50 m espalda      |
| Campeonato Europeo en Piscina Corta |                          |                  |                   |
| Año                                 | Lugar                    | Medalla          | Prueba            |
| 2011                                | Szczecin (Polonia)       | Medalla de oro   | 50 m espalda      |
| 2011                                | Szczecin (Polonia)       | Medalla de plata | 100 m espalda     |
| 2011                                | Szczecin (Polonia)       | Medalla de plata | 4 × 50 m estilos  |